# Акумаль
Акума́ль (исп. Akumal) — город в Мексике, штат Кинтана-Роо, муниципалитет Тулум, регион Ривьера Майя. Население 1 198 человек.
Название происходит от юкатекского akumal, что означает черепаховое место. На пляжах города с давних времён черепахи откладывают яйца с конца апреля по октябрь. Черепахи находятся под защитой организации CEA — Экологический Центр Акумаля,
Акумаль в Мексике является первым туристическим центром на прибрежной полосе полуострова Юкатан, омываемого Карибским морем. Изначально это была огромная кокосовая плантация, принадлежащая Don Argimiro Arguelles, но в 1958 году Акумаль привлек к себе пристальное внимание CEDAM (Мексиканский клуб водного спорта и исследований). Пабло Буш Ромеро, один из основателей CEDAM, пролетев на самолёте над побережьем штата Кинтано Роо, принял решение основать в Акумале свою резиденцию и купил тысячи акров земли вокруг городка. С этого момента и началось развитие Акумаля. Тихое местечко благодаря своим девственным пляжам, красоте морских глубин превратилось в курорт — райское место для отдыха туристов. Акумаль активно стали посещать туристы из Америки, а пляжи Акумаль для американцев стали альтернативой пляжам на Кубе. В то время в Акумаль можно было добраться только по морю. И это были 60-е года, незадолго до того, как мексиканское правительство решило начать развитие Канкуна как главного туристического центра на полуострове Юкатан. 
Акумаль расположен между Плаей-дель-Кармен и Тулумом. 